# Translation (Physik)
Eine Translation (auch reine Translation, lineare Bewegung) ist eine Bewegung, bei der alle Punkte eines physikalischen Systems, z. B. eines starren Körpers, dieselbe Verschiebung erfahren (siehe auch: Parallelverschiebung in der Geometrie). Zu einem gegebenen Zeitpunkt sind Geschwindigkeiten und Beschleunigungen aller Punkte identisch. Sie bewegen sich auf parallelen Trajektorien (s. Abbildung). Davon zu unterscheiden ist die Rotation, bei der sich alle Punkte des Systems oder Körpers kreisförmig um eine gemeinsame Achse bewegen. Jede beliebige Bewegung eines starren Körpers kann durch eine Überlagerung von Translations- und Rotationsbewegungen dargestellt werden.
Ein freier Körper besitzt im Raum drei Freiheitsgrade der Translation und drei Freiheitsgrade der Rotation. Bei ebenen Problemen reduziert sich die Anzahl der Freiheitsgrade auf zwei der Translation und einen der Rotation.
Spezialfälle:

Durch homogenes Magnetfeld geführte Kompassnadel als Beispiel für Translationsbewegung

- Die Translation ist geradlinig, wenn keine Beschleunigungen quer zur Bewegungsrichtung auftreten.

- Sie ist gleichförmig und geradlinig, wenn überhaupt keine Beschleunigungen auftreten.
- Sie ist gleichmäßig beschleunigt, wenn nur eine nach Richtung und Betrag konstante Beschleunigung auftritt.
- Sie ist ungleichmäßig beschleunigt, wenn die Beschleunigung nicht konstant ist.

Welche Beschleunigungen im konkreten Fall auftreten, wird durch die äußeren Kräfte bestimmt (siehe Grundgleichung der Mechanik).
Ein Körper, der eine Translation ausführt, hat in der klassischen Mechanik einen Impuls
{\displaystyle {\vec {p}}=m\,{\vec {v}}}
und eine Translationsbewegungsenergie
{\displaystyle E_{\mathrm {trans} }={\frac {1}{2}}\,m\,{\vec {v}}\,^{2}}.
Hierbei ist {\displaystyle m} die Masse des Körpers und {\displaystyle {\vec {v}}} die Geschwindigkeit seines Schwerpunkts.

## Raum-Zeit-Translation
Eine Raum-Zeit-Translation (Raumzeit-Translation) ist eine Parallelverschiebung in der Raumzeit, wobei diese als der vierdimensionale Minkowski-Raum der Speziellen Relativitätstheorie aufgefasst wird. D. h. die Raumzeit wird hier als eben verstanden, nicht gekrümmt wie in der Allgemeinen Relativitätstheorie. Raum-Zeit-Translationen beinhalten neben einer Ortsverschiebung auch eine Verschiebung des zeitlichen Nullpunkts. Sie bilden wie auch die rein räumlichen und die rein zeitlichen Translationen eine Translationsgruppe {\displaystyle ({\mathcal {T}},\circ )}.